# Красное Поле (Ставропольский край)
Кра́сное По́ле — посёлок в составе Минераловодского городского округа Ставропольского края России.

## География
Расстояние до краевого центра: 111 км. Расстояние до районного центра: 24 км.

## История
Хутор основан в 1922 году. В административном отношении входил в состав Прикумского сельсовета Минераловодского района Терского округа:8. До 2015 года посёлок Красное Поле находился в составе муниципального образования «Сельское поселение Гражданский сельсовет» Минераловодского района Ставропольского края.

## Население
| 1925 | 1926 | 1989 | 2002 | 2010 | 2014 | 2021 |
| ---- | ---- | ---- | ---- | ---- | ---- | ---- |
| 87   | ↗119 | ↘68  | ↘59  | ↘29  | ↗30  | ↘21  |

По данным переписи 2002 года, 69 % населения — русские.

## Памятники археологии
| Название                  | Временной период      | Местоположение                                         |
| ------------------------- | --------------------- | ------------------------------------------------------ |
| Курган «Красное поле — 1» | III — I тыс. до н. э. | 1 км северо-восточнее пос. Красное Поле, склон террасы |